# Orde en vooruitgang

Vlag van Brazilië

Orde en Vooruitgang (Frans: Ordre et Progrès, Spaans: Orden y Progreso, Portugees: Ordem e Progresso) is het bekendste motto van het positivisme. De kreet is afkomstig van een citaat van Auguste Comte: "L'amour pour principe et l'ordre pour base; le progrès pour but" ("Liefde als principe en orde als basis; vooruitgang als doel").
Orde en Vooruitgang vormde de basis waarmee in Latijns-Amerika tussen 1870 en 1930 veel oligarchische en autoritaire regimes zich rechtvaardigden. Men gaf weliswaar toe dat democratie een betere staatsvorm was, maar om een democratie goed te laten functioneren moest de bevolking eerst worden opgevoed en onderwezen en moest er economische en materiële vooruitgang worden geboekt. Dit werd aangehaald door onder anderen Porfirio Díaz (Mexico) en Juan Vicente Gómez (Venezuela). 
Het devies is ook opgenomen in de vlag van Brazilië.